# Daniel Catán
Daniel Catán (Mexico, 3 avril 1949 - Austin, 9 avril 2011) est un compositeur mexicain, un écrivain et un enseignant connu surtout pour ses opéras et sa contribution en langue espagnole au répertoire international.
Avec un style de composition décrit comme luxuriant, romantique et lyrique, le deuxième opéra de Catán  La hija de Rappaccini -La fille de Rappaccini, inspiré  de la pièce d'Octavio Paz et de la nouvelle  de Nathaniel Hawthorne est devenue le premier opéra mexicain aux États-Unis à être produit par une compagnie d'opéra professionnelle.  Après avoir reçu une reconnaissance internationale, l'opéra  Florencia en el Amazonas  inspiré du style et d'éléments relevant du réalisme magique propres à Gabriel García Márquez sur un livret de Marcela Fuentes-Berain, un de ses étudiants est devenu le premier opéra en espagnol commandé par une compagnie d'opéra aux États-Unis.  Peu de temps après, Catán a reçu le prix Plácido Domingo et le Guggenheim Fellowship pour ses contributions à la musique.  En 2004, l'opéra Salsipuedes: un conte d'amour, de guerre et d'anchois a été créé par le Grand Opéra de Houston.  En septembre 2010, son opéra Il Postino a été créé par l'Opéra de Los Angeles avec Plácido Domingo dans le rôle de Pablo Neruda, un rôle écrit spécifiquement pour lui. Catán est mort alors qu'il travaillait sur son prochain opéra, Meet John Doe.
Les œuvres de Catan comprennent également des musiques vocales, de chambre, d'orchestre, des musiques pour ballet, ainsi que des compositions pour le cinéma et la télévision.

## Biographie
Catán est né à Mexico et a étudié la philosophie à l'Université du Sussex et la musique à l'Université de Southampton. Il a reçu un doctorat de l'Université de Princeton, où il a étudié avec Milton Babbitt, James K. Randall et Benjamin Boretznon seulement la musique mais aussi les arts japonais.
Catán a été le premier compositeur mexicain à voir un de ses opéras produit aux États-Unis, lorsque l'Opéra de San Diego a monté son Opéra La hija de Rappaccini  en mars 1994. Il a également composé des œuvres orchestrales et de chambre et des musiques pour le  cinéma. Son style peut être décrit comme néo-impressionniste,.
En dehors de son travail de compositeur, Catán a mené une carrière en tant qu'écrivain avec des publications sur la musique et les arts, reflétant sa connaissance de la littérature mondiale. En 1998, Catán a reçu le prix Plácido Domingo pour sa contribution à l'opéra, ainsi qu'une bourse Guggenheim en 2000. Son dernier opéra terminé, Il Postino, dont la première a été présentée avec Plácido Domingo dans le rôle de Pablo Neruda, est basée sur le roman 1983 Ardiente paciencia d'Antonio Skármeta et le film de 1994 Il Postino par Michael Radford; Il a été créé au Los Angeles Opera en septembre 2010.
Catán est décédé à l'âge de 62 ans le 8 avril 2011, à Austin, au Texas, quelques jours avant, il avait assisté à des répétitions pour Il Postino au Moores Opera Centre de l'Université de Houston. Au moment de sa mort, Catán était membre de la faculté du College of the Canyons et avait été mandaté par la Sarah and Ernest Butler School of Music de l'Université du Texas à Austin pour écrire un nouvel opéra, Meet John Doe.

## Style
David Patrick Stearns, critique de musique, a écrit: «Bien que le style de Catán soit souvent comparé à celui de Puccini et Debussy,  avec des influences ethniques cubaines dans  Salsipuedes (2004)», d'autres critiques ont noté les influences de Richard Strauss et Heitor Villa-Lobos dans ses structures orchestrales.
De sa propre musique, Catán a déclaré: « J'ai hérité d'une tradition d'opéra très riche. Dans mon travail, je suis fier de dire que l'on peut déceler l'énorme dette que je dois aux compositeurs allant de Monteverdi à Alban Berg. Mais peut-être la plus grande de mes dettes est d'avoir  appris que l'originalité d'un opéra ne doit pas impliquer le rejet de notre tradition -  ce qui serait comme embrasser aveuglément la condition d'un orphelin - mais plutôt l'assimilation profonde de celle-ci, afin d'obtenir l'union la plus étroite entre un texte et sa musique ».  Catán a également cité dans de nombreuses interviews Igor Stravinsky, Maurice Ravel et Erich Wolfgang Korngold parmi ceux qui ont le plus influencé sa musique et son style de composition.

## Opéras
- Encuentro en el ocaso (1979)
- La hija de Rappaccini (1989)
- La hija de Rappaccini (Reduced alternate orchestration) (1989)
- Florencia en el Amazonas (es) (1996)
- Salsipuedes: a Tale of Love, War and Anchovies (1999)
- Il Postino (2010)
- Meet John Doe (Inachevé) (2010)